# Waagenmuseum Balingen

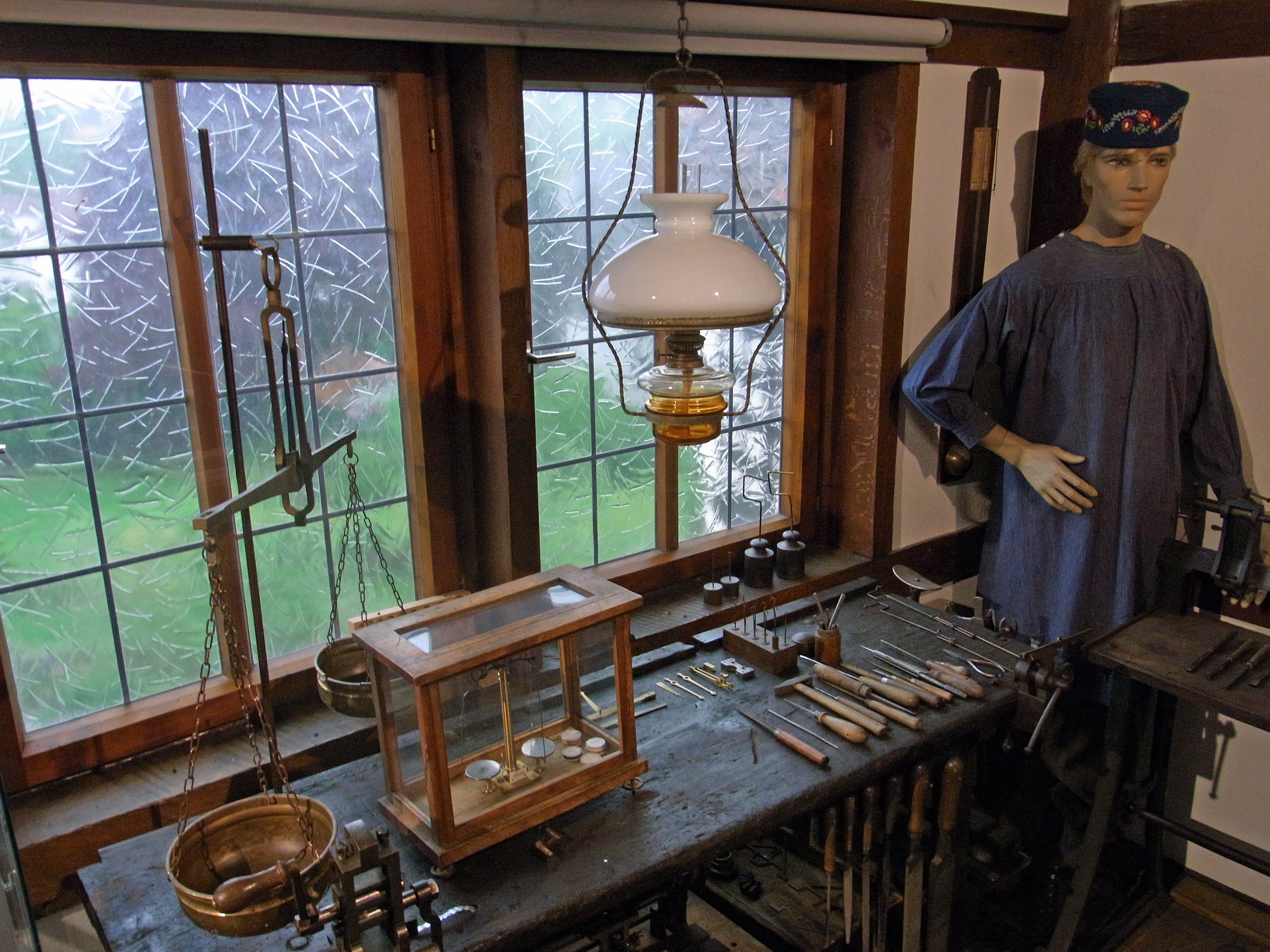
Waagenmuseum Balingen

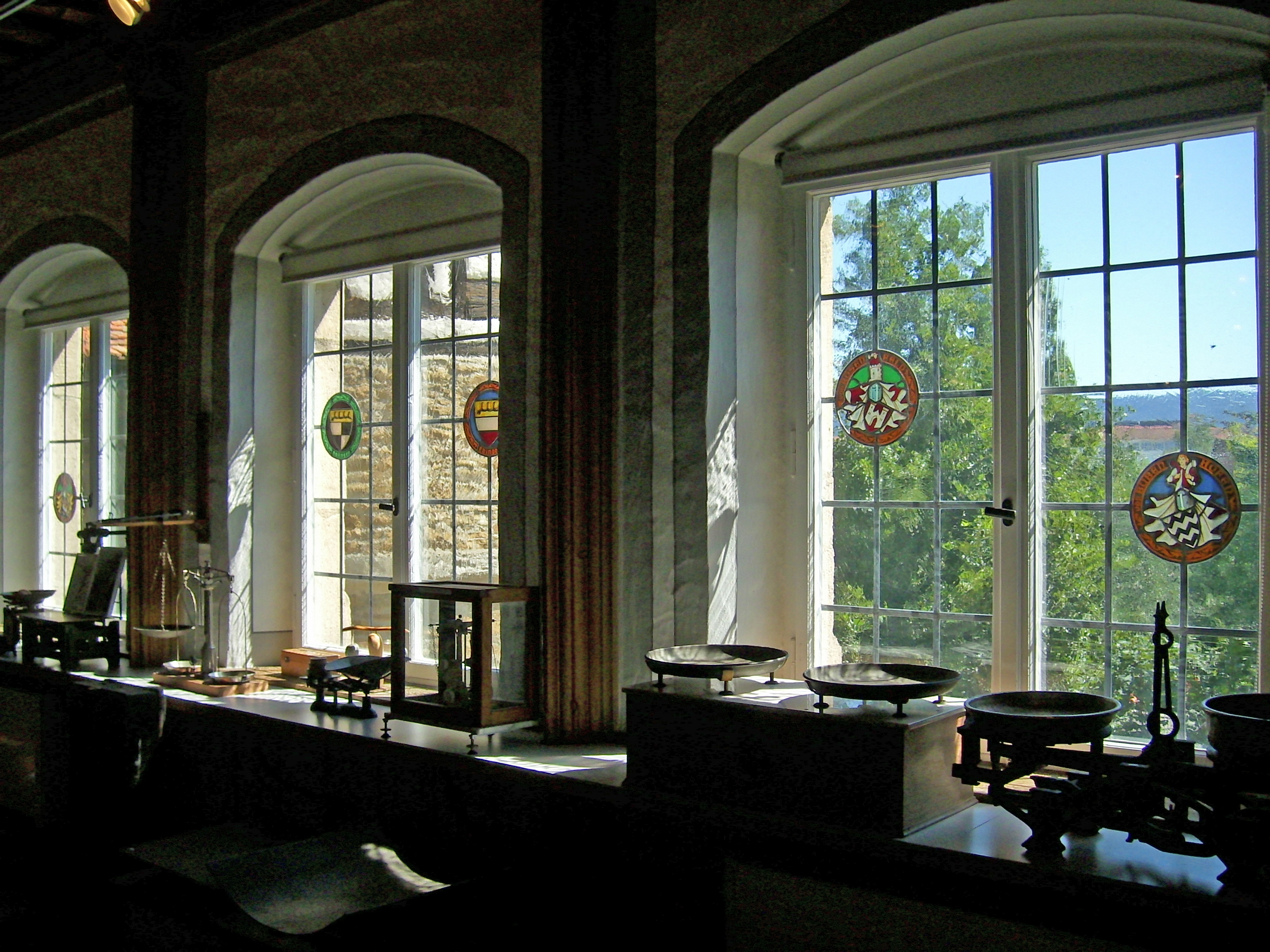
Waagenmuseum Balingen

Das Waagenmuseum Balingen im Zollernschloss der Stadt Balingen im baden-württembergischen Zollernalbkreis zeigt an rund 400 Exponaten die technische Entwicklung der Wägetechnik von der einfachen Balkenwaage bis zur Laden- und Industriewaage des 21. Jahrhunderts.
Die Ausstellung zeigt beispielsweise eine Waage aus der Römerzeit, eine filigrane Münzwaage, das Original einer Wandneigungswaage des Mechanikerpfarrers Philipp Matthäus Hahn sowie Dauerleihgaben des Waagenherstellers Bizerba, des größten Industriebetriebs der Stadt. 
Zum Museumsbestand gehört auch eine von Jacob Leupold konstruierte Heuwaage aus dem 18. Jahrhundert, die das Gewicht einer Fuhre Heu einschließlich Leiterwagen aufnahm und im Gestüt Neuhaus im Solling eingebaut war. Sie wird aus Platzgründen in der benachbarten Zehntscheune präsentiert.
Das Museum besitzt wohl eine der größten Sammlungen ihrer Art weltweit.

## Öffnungszeiten
Mittwoch, Freitag, Sonntag und jeden 1. Samstag im Monat von 14.00 bis 17.00 Uhr. Der Eintritt ist frei.